# Blood Oath (album)
Blood Oath è il sesto studio album della band newyorkese di brutal death metal Suffocation, pubblicato nel 2009 dalla Nuclear Blast Records.

## Tracce
1. Blood Oath – 3:56
2. Dismal Dream – 3:18
3. Pray for Forgiveness – 3:41
4. Images of Purgatory – 3:28
5. Cataclysmic Purification – 4:52
6. Mental Hemorrhage – 3:56
7. Come Hell or High Priest – 4:08
8. Undeserving – 4:11
9. Provoking the Disturbed – 5:19
10. Marital Decimation – 4:02

Bonus tracks
1. Pray For Forgiveness (Rough Mix Un-Mastered)
2. Dismal Dream (Instrumental Version)

## Formazione
- Frank Mullen - voce
- Terrence Hobbs - chitarra
- Guy Marchais - chitarra
- Derek Boyer - basso
- Mike Smith - batteria